# La Donna (rivista 1905)
La Donna fu una rivista quindicinale illustrata italiana edita fra il 1905 e il 1968.

## Storia
La testata riprese il titolo da una precedente rivista La Donna, edita a Padova tra il 1868 ed il 1891. 
Rivista quindicinale, poi mensile e in seguito bimestrale, La Donna nacque a Torino nel 1905 (il 1º gennaio venne pubblicato il primo numero), diretta da Nino G. Caimi, come supplemento quindicinale femminile illustrato dei quotidiani La Stampa di Torino e La Tribuna di Roma.
La Donna vantava collaboratori di prestigio quali Ugo Ojetti, Ada Negri, Mario Sironi, Sergio Tofano. 
Rivolta al pubblico femminile medio e alto borghese, la rivista era attenta all'estetica del corpo e della casa, occupandosi prevalentemente di moda, di narrativa e attualità femminile. 
Quasi ogni anno uscivano quattro numeri doppi: in primavera e in autunno per presentare le ultime novità della moda; in estate per illustrare i programmi dei soggiorni marittimi e mondani. Anche la narrativa occupò un posto notevole: apparvero sulla rivista firme d'autrici molto note, come Maria Luisa Fiumi, Cesarina Lupati e Luciana Peverelli.

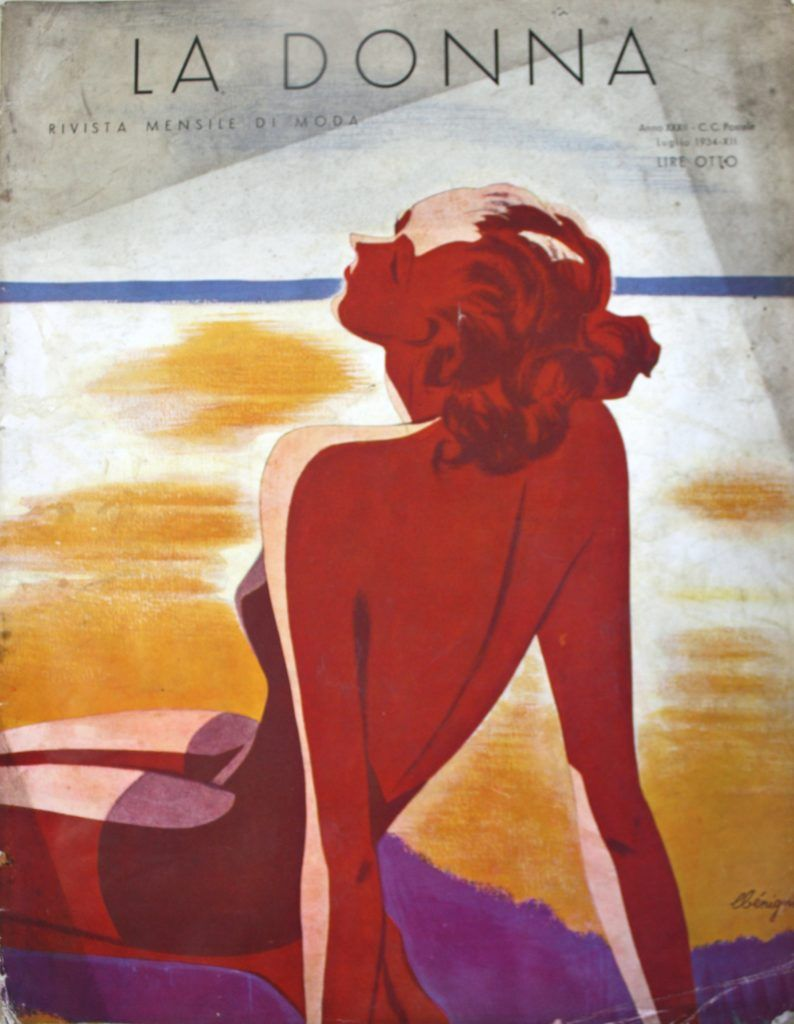
Copertina de La Donna del 1934, opera di Léon Bénigni.

La rivista si occupava anche di fornire delle informazioni sulle professioni femminili con particolare attenzione alla partecipazione della donna alla vita pubblica e al suo inserimento nella vita lavorativa, interessandosi a importanti figure femminili italiane e straniere portate ad esempio e descritte in articoli monografici.
Dopo il 1915 divenne una testata indipendente. 
Nel 1916, l'influenza della guerra si avvertiva già dal sottotitolo Bollettino quindicinale illustrato dell'opera femminile italiana per la guerra, mutato, poi, nel 1917, quando la rivista diventò un mensile, in Bollettino dell'attività femminile italiana per la guerra.
Fino ad allora veniva pubblicato il giorno 5 e 20 di ogni mese in fascicoli di 36 pagine illustrate. 
Nel 1922 viene ceduta alla Arnoldo Mondadori Editore. Da questo momento in poi la rivista diviene un mensile particolarmente curato e lussuoso, con una peculiare attenzione alla cronaca mondana. Nello stesso anno, Edina Aldara iniziò a collaborare con la rivista disegnando due copertine, riprendendo poi la collaborazione soltanto nel 1930.
Nonostante dichiari di attuare dei cambiamenti, rimane sempre coerente alla dichiarazione presente sul primo numero: «non sarà un giornale femminista, e cercherà invece l'affermazione della personalità femminile attraverso gli occhi svariatissimi delle estrinsecazioni dell'attività muliebre».
Nel 1927 Mondadori cedette la rivista alla Rizzoli Editore. Degni di nota sono alcuni articoli di Lucia Tranquilli, pubblicati sempre nel 1927, riguardanti l'educazione della donna moderna 
Negli anni Trenta, oltre i servizi di moda, vi erano articoli sul giardinaggio, l'arredamento, la letteratura.
Negli anni quaranta la rivista subì delle trasformazioni che la portarono a rappresentare meglio le nuove esigenze femminili, mostrando abiti ispirati alle circostanze. Anche gli accessori si adeguarono alla realtà: un esempio era «la cintura portatessera che è una graziosa trovata che si applica soprattutto su abiti di intonazione e carattere sportivo».
Non potendo sottrarsi alle imposizioni del regime nei confronti della stampa, la rivista aumentò la cronaca politica dando particolare rilievo alle manifestazioni organizzate dal regime e alla politica estera. 
Nel 1937 la direzione dichiarò di voler accentuare il carattere pratico del giornale, ma l'obiettivo non fu sostanzialmente raggiunto. Durante la guerra il modello che la rivista propone è quello di una donna sportiva, o della donna sempre ben pettinata e alla moda; quindi a prescindere dal contesto storico, il registro formale della rivista rimane sempre quello frivolo-grazioso con lo scopo di comunicare a una signora colta ed elegante.
Nel 1942 fu unita alla rivista Cordelia.
Fra i collaboratori si ricordano gli artisti Enrico Sacchetti, Edina Altara, L. D. Crespi, Bruno Angoletta, G.S. Agostoni, Erberto Carboni, E. Toddi, V. Morelli, Sergio Tofano, V. Morelli, G. Fabiano, Vsevolode Nicouline.
La rivista in varie forme continuò ad essere pubblicata fino al 1968.

## Rubriche
Nel secondo decennio del XX secolo si assiste alla nascita e all'affermazione di un nuovo tipo di donna, molto più libera e autonoma, dedita al lavoro e interessata alla cura della propria immagine. A scaturire questo cambiamento fu l'avvento della Grande guerra, la quale creò una sorta di spartiacque tra la vecchia e la nuova donna che dovette iniziare a sostituire l'uomo nelle attività lavorative. Questa nuova figura prende piede e modifica tutti gli aspetti della vita femminile, cambiando totalmente il comportamento e le abitudini delle donne italiane. A riportare questi cambiamenti sono le numerose riviste femminili, le quali ampliavano lo spazio dedicato alla nuova donna italiana, la quale aveva ormai acquisito il diritto a uscire di casa. Tra le diverse riviste spicca soprattutto La Donna.
La Donna aveva rubriche fisse di salute e bellezza, con lo scopo di pubblicare consigli per aiutare le donne a mantenere la linea e articoli per insegnare loro come migliorare il proprio aspetto e conservare la salute.
Vi erano anche diverse pubblicità di prodotti utili per dimagrire come la Endoxidina e il Mundial Kaly, prodigioso liquido parigino che «grazie alle miracolose virtù dei succhi d'erbe che lo compongono, stimola l'attività dei muscoli facciali, riattiva il tono delle fibre, rassoda le carni facendo sparire le irregolarità, le screpolature, per sole 10 lire e senza spese postali». Ancora, le Pilules orientales, «pillole meravigliose che hanno la proprietà di sviluppare e rassodare e ricostruire il seno tanto nella donna che nella signorina», prodotte da un farmacista parigino. Nel 1931 Jeannette era dedita alla sua rubrica Consigli di igiene e di bellezza. Altri consigli erano meno pericolosi come quello rivolto ad un'altra lettrice di «non lavarsi con l'acqua fredda e il sapone ma di usare acqua di crusca in cui sciogliere del borace».
Apparvero anche rubriche rivolte alla cura delle giovani per salvaguardare il loro futuro. Diventò necessario «occuparci delle cure igieniche dell'adolescenza e della prima giovinezza» in modo che le giovani crescessero sane e fiorenti e diventassero mogli e madri come spiegato nella rubrica Difesa della Bellezza. Soprattutto il momento dello sviluppo richiedeva una attenta vigilanza e molti riguardi. Infatti ogni affaticamento in quel particolare periodo della vita poteva, secondo il pensiero del tempo, far diventare brutte o causare anemia e crisi nervose fino al sopraggiungere di gravi disturbi e malattie.
Largo spazio veniva riservato alla moda. 
Nel 1909 pubblicava Quattro grandi supplementi annuali di 60 pagine dedicati alle mode delle 4 stagioni.
La mondanità, titolo di un'altra rubrica, rappresentava un tema che attirava le lettrici con resoconti dettagliati accompagnati da fotografie. Ma l'illustrazione più ambita era il figurino di alta moda a colori, firmato dai nomi più noti delle case parigine che, negli anni, divennero sempre più ricercati.
Un'altra sezione che per un tempo fece parte della rivista fu L'arte d'arredare casa, aiutando le donne di casa a migliorare al meglio l'interno delle proprie abitazioni. 
Era presente anche una fitta corrispondenza tra la redazione e le lettrici su ogni tipo di problema d'interesse femminile. Si tratta della rubrica Piccola posta, caratterizzata soprattutto da numerose pagine dedicate alla pubblicità.

## Direttori
- Nino Caimi
- Filippo Piazzi
- Guido Cantini
- Enrico Cavacchioli
- Casimiro Wronowski
- Leonardo Severi